# Olga Romanova (journalist)

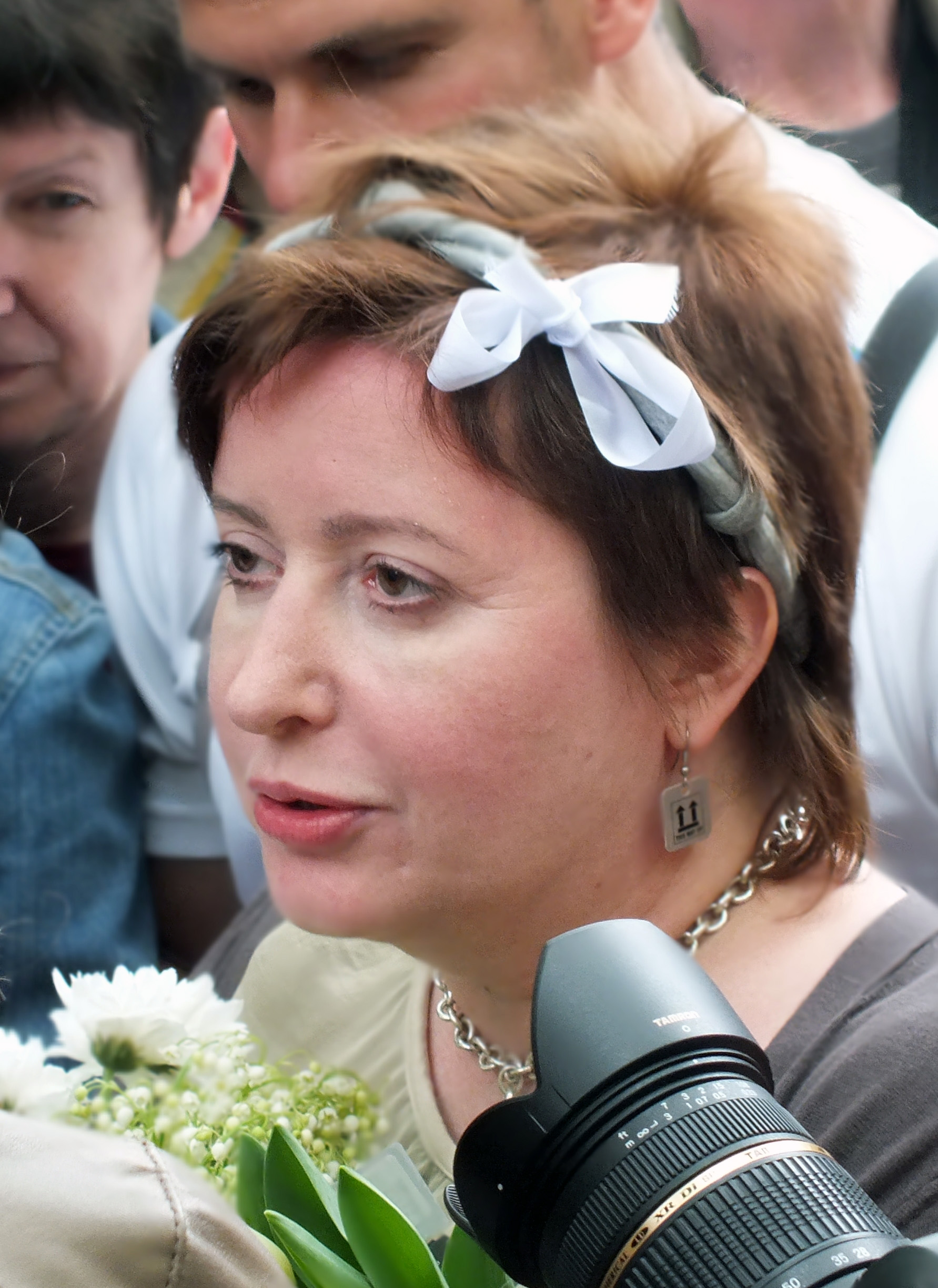
Olga Romanova in 2012

Olga Jevgenjevna Romanova (Russisch: Ольга Евгеньевна Романова) (Ljoebertsy, Rusland, 28 maart 1966) is een Russische journalist en het hoofd van de actiegroep Roes sidjasjtsjaja (Russisch: Русь Сидящая), Nederlands: Rusland achter de tralies).

## Biografie
Romanova studeerde Financien aan de Financiële Universiteit van Moskou, alwaar zij in 1988 haar diploma behaalde. Ze begon in dat jaar als journalist. Tot 1991 werkte ze bij het persbureau IMA-press. In de jaren die volgden was zij onder meer correspondent, commentator en columnist voor diverse kranten en tijdschriften. In 1997 startte ze met televisiewerk: ze werd medepresentator en -schrijver van het programma "In werkelijkheid" (На самом деле) op de zender TV-Centrum (ТВ Центр). Daarnaast werd ze redacteur bij het tv-programma "Groot geld" (Большие деньги) op de zender NTV (НТВ). In 1999 kreeg ze haar eigen wekelijkse column in de krant "Vedomosti" (Ведомости), werd ze auteur en mede-eigenaar van het wekelijkse magazine "FAS" (ФАС) en begon haar eigen tv-programma "24 met Olga Romanova" op Ren TV. Dit programma heeft tot 2005 bestaan.
Sinds 2005 is Romanova presentator van de programma's "Echonomie" (Эхономика), "Groot zicht" (Большой Дозор) en "Speciale opinie" (Особое Мнение) op radiozender Echo van Moskou.
Sinds 2007 is Romanova professor op de faculteit Mediacommunicatie, Departement Journalistiek op de Economische Hoge School van Moskou.
In 2008 werd haar man Aleksej Kozlov gearresteerd en gevangengezet. Romanova heeft zijn gevangenisdagboek gepubliceerd op haar blog. In 2010 herschreef ze de blogs in het boek "Boetirka" (Бутырка). Hierin beschrijft ze ook hoe haar leven op de kop werd gezet toen haar man in de gevangenis belandde.